# Conde de Torres Vedras
Conde de Torres Vedras foi um título nobiliárquico português que teve duas criações. 
Foi criado em 1580 pelo Rei D. António I de Portugal em favor de Manuel da Silva Coutinho, seu principal valido. 
Em 1589 o título foi novamente criado por Filipe I de Portugal, II de Espanha, em favor de D. Martim Soares de Alarcão, alcaide-mor de Torres Vedras.

## História
Título concedido por D. António I de Portugal a Manuel da Silva Coutinho, quando o alcaide-mor de Torres Vedras, D. Martim Soares de Alarcão, se mostrou hostil à sua causa e se juntou aos apoiantes de Filipe II de Espanha. Juntamente com o título, o Prior do Crato deu-lhe a casa do fidalgo rebelde, posse de que Manuel da Silva nunca chegou a fruir. Foi já feito conde que Manuel da Silva acompanhou o Prior do Crato na sua retirada para França. Foi como conde de Torres Vedras que Manuel da Silva Coutinho passou à História, tendo sido decapitado em Angra como conde Manuel da Silva.
Por duas vezes, em 1580 e 1589, o alcaide-mor de Torres Vedras se opôs com sucesso às tropas do Prior do Crato. Por esses feitos foi criado Conde de Torres Vedras em 1589 por Filipe I de Portugal, II de Espanha.
Após a aclamação de D. João IV de Portugal, o filho do 2.º conde e seu homónimo, D. João Soares de Alarcão, alistou-se no exército espanhol e, a 17 de Outubro de 1642, tendo a patente de capitão-general de cavalaria, entrou pela Província da Beira defrontando o exército português. O acto valeu-lhe, nesse mesmo ano de 1642, os títulos de 1.º Marquês de Turcifal e de 3.º Conde de Torres Vedras, concedidos por Filipe IV de Espanha já destronado da Coroa Portuguesa. Estes títulos nunca foram reconhecidos em Portugal, considerando-se o título condal extinto no Pariato Português com a morte do 2.º Conde em 1618.

## Conde de Torres Vedras, 1.ª criação (1580)

### Titulares
1. Manuel da Silva Coutinho, 1.º Conde de Torres Vedras

### Armas
As dos Coutinhos.

## Condes de Torres Vedras, 2.ª criação (1589)

### Titulares
1. D. Martim Soares de Alarcão, 1.º Conde de Torres Vedras
2. D. João Soares de Alarcão, 2.º Conde de Torres Vedras

### Armas
As de Alarcão.